# Asmongold
Зак Гойт (нар. 1990, Флорида), більше відомий як Asmongold (укр. Асмонґолд) або ZackRawrr (укр. ЗакРорр) — американський Twitch-стример і ютубер. Його контент часто зосереджується на World of Warcraft, але він висвітлює й інші відеоігри та теми, пов'язані з відеоігровою культурою. Також він є співзасновником і співвласником організації One True King (OTK), що займається стримінґом, відеоіграми та створенням контенту, яка базується в Остіні, штат Техас, США. Окрім цього, він є співвласником Starforge Systems, комп'ютерної компанії, що спеціалізується на продажі готових ігрових ПК.

## Біографія

### Раннє життя
Asmongold народився у Флориді та виріс в Остіні, штат Техас. Він ріс з інтересом до відеоігор, зокрема рольових ігор, і познайомився з World of Warcraft у 2006 році, коли йому було 16 років, коли друг познайомив його з цією грою. Він швидко захопився грою і почав грати в неї дуже часто. Пізніше хлопець відвідував коледж, але кинув навчання, щоб зосередитися на кар'єрі стримера.

### Кар'єра
Asmongold розпочав свою онлайн-кар'єру у 2009 році, створюючи відеоролики на YouTube про World of Warcraft, в яких він ділився своїми думками, стратегіями та знаннями про гру. Його канал на YouTube постійно зростав, і врешті-решт він почав вести прямі трансляції на Twitch у 2011 році, спочатку як хобі, а активну кар'єру стрімера на Twitch він розпочав у 2014 році. Контент Asmongold в основному складається з ігроладу, відеопосібники, дискусій та оглядів, пов'язаних з доповненнями та оновленнями для World of Warcraft. Його основний акаунт Asmongold на Twitch був ненадовго призупинений у серпні 2017 року за коментар, який він зробив про людей, що вижили після урагану Катріна. Пізніше він звернувся до TwitLonger, пояснивши свою думку та досягнувши порозуміння з персоналом Twitch.
До 2019 року Asmongold став одним з найпопулярніших стримерів на платформі.
Після виходу Classic у 2019 році його популярність різко зросла. Він також був одним з найпопулярніших стримерів World of Warcraft під час виходу Shadowlands у 2020 році. 3 липня 2021 року Asmongold почав грати у Final Fantasy XIV для сотень тисяч глядачів.
У жовтні 2020 року Asmongold став співзасновником One True King, організації, що займається стримінґом і створенням контенту, разом з іншими відомими стримерами та творцями контенту, зокрема Mizkif, Esfand і Tips Out. OTK фокусується на створенні широкого спектра контенту, такого як ігрові стрими, подкасти та благодійні заходи. У серпні 2022 року Asmongold оголосив про заснування нової компанії OTK з виробництва ПК під назвою Starforge Systems у співпраці з іншим творцем контенту MoistCr1TiKaL. Компанія швидко отримала негативну реакцію через нібито високі ціни на свою продукцію, на що вона відповіла зниженням цін на 100 доларів.
Asmongold виступає проти механіки «заплати-виграй» (англ. pay-to-win) у відеоіграх, таких як Diablo Immortal. У 2022 році він звернувся до політика-республіканця Теда Круза щодо можливості заборони лутбоксів у відеоіграх, стверджуючи, що вони є лазівкою в законах про дитячі азартні ігри. Круз погодився з думкою Asmongold і висловив зацікавленість у зустрічі з ним.

## Особисте життя
Перед тим, як почати свою кар'єру стримера, Asmongold працював у Податковій службі протягом двох податкових сезонів у 2012-2013 роках. Він намагався здобути бізнес-освіту і готувався до вступу на юридичний факультет, але був змушений відмовитися від цього плану, оскільки піклувався про свою матір.
У жовтні 2021 року його мати померла після ускладнень від хронічного обструктивного захворювання легень, що призвело до тимчасової перерви у його стримінґовій діяльності.

## Нагороди
| Рік  | Церемонія             | Категорія                     | Результат | Примітки |
| ---- | --------------------- | ----------------------------- | --------- | -------- |
| 2022 | «Esports Awards»      | Стример року                  | Номінація | [ 28 ]   |
| 2022 | «The Streamer Awards» | Найкращий стример MMORPG-ігор | Перемога  | [ 29 ]   |
| 2023 | «The Streamer Awards» | Найкращий стример MMORPG-ігор | Перемога  | [ 30 ]   |
| 2024 | «The Streamer Awards» | Найкращий стример MMORPG-ігор | Номінація | [ 31 ]   |